# Pastis (ciasto)
Pastis – w kuchni francuskiej, rodzaj drożdżowego ciasta polewanego sokiem pomarańczowym i koniakiem, będący regionalną specjalnością bearneńską.